# Maskerspinnetje
De maskerspinnetje of struikwielspin (Zilla diodia) is een spinnensoort in de taxonomische indeling van de wielwebspinnen (Araneidae). Het dier komt uit het geslacht Zilla. Het komt vooral voor langs bosranden, op heide en in struikgewas, vaak op tamelijk donkere beschaduwde plekken.

## Kenmerken
De vrouwtjes zijn 3,5 tot 4,5 mm groot, de mannetjes 2,5 tot 3,0 mm. Het achterlijf (opisthosoma) heeft een licht bruin-wit basispatroon. Het achterste deel heeft een donkere bladtekening. Er is een karakteristieke T-vormige, ronde, witte markering, waaraan de soort gemakkelijk te herkennen is. Daartussen zijn er meestal donkere horizontale strepen onderbroken in het midden.
Het prosoma is lichtbruin, donkerbruin rond de ogen. De poten hebben een lichtbruine basiskleur en zijn donker geringd.

## Habitat en levenswijze
Zilla diodia houdt van droge standplaatsen, veelal in en aan de rand van naald- en loofbossen en in struikgewas. Daar bouwt het meestal zijn web op lage hoogte. Volwassen dieren zijn te vinden in april tot juni.

## Voorkomen
Zilla diodia komt voor in Europa en ten oosten van Azerbeidzjan. In Nederland komt het algemeen voor.

## Taxonomie
Zilla diodia werd in 1802 beschreven door Charles Athanase Walckenaer.